# Mhlume (inkhundla)
Mhlume – inkhundla w dystrykcie Lubombo w Królestwie Eswatini. Według spisu powszechnego ludności z 2007 r. zamieszkiwało go 16981 mieszkańców. Inkhundla dzieli się na pięć imiphakatsi: Mhlume, Simunye, Tabankulu, Tshaneni, Vuvulane.